# Beauvoir-sur-Mer
Beauvoir-sur-Mer – miejscowość i gmina we Francji, w regionie Kraj Loary, w departamencie Wandea.
Według danych na rok 1990 gminę zamieszkiwało 3277 osób, a gęstość zaludnienia wynosiła 93 osób/km² (wśród 1504 gmin Kraju Loary Beauvoir-sur-Mer plasuje się na 140. miejscu pod względem liczby ludności, natomiast pod względem powierzchni na miejscu 197.).